# برلین الکساندرپلاتز (فیلم ۲۰۲۰)
برلین الکساندرپلاتز (به آلمانی: Berlin Alexanderplatz) فیلمی درام محصول سال ۲۰۲۰ به کارگردانی برهان قربانی است. این فیلم که سومین اقتباس از رمان تأثیرگذار آلفرد دوبلین در سال ۱۹۲۹ با همین نام است، پس از یک فیلم در سال ۱۹۳۱ و یک مینی‌سریال در سال ۱۹۸۰، این فیلم داستان اثر را به صورت مدرن با یک مهاجر غیرقانونی از غرب آفریقا در نقش اصلی تکرار می‌کند. این فیلم برای رقابت برای خرس طلایی در بخش اصلی رقابت در هفتادمین جشنواره بین‌المللی فیلم برلین انتخاب شد.

## داستان
فرانسیس، یک پناهندهٔ ۳۰ ساله، تنها بازماندهٔ قایقی است که به‌طور غیرقانونی از غرب آفریقا، از دریای مدیترانه عبور کرده‌است. هنگامی که او در ساحلی در جنوب اروپا از خواب بیدار می‌شود، مصمم است یک زندگی منظم و آبرومندانه داشته باشد، اما در برلین امروزی زندگی می‌کند که در آن با یک فرد بی‌تابعیت بدون مجوز کار بی‌رحمانه رفتار می‌شود. او ابتدا در برابر پیشنهاد خرید و فروش مواد مخدر در پارک هازن‌هایده مقاومت می‌کند، اما متعاقباً تحت تأثیر راینهولد، رفیق عصبی و معتادش به سکس او، یک فروشندهٔ مواد مخدر و قاچاقچی انسان قرار می‌گیرد که او را به داخل می‌برد. هنگامی که در طی چندین تجربیات دراماتیک با مالک باشگاه، ایوا و دختر اسکورت میتزه ملاقات می‌کند، احساس می‌کند چیزی را برای نخستین بار پیدا کرده‌است، چیزی که تاکنون هرگز نمی‌دانست: کمی سعادت.

## بازیگران
- ولکت بونگوئی در نقش فرانسیس/فرانتز، یک مهاجر غیرقانونی از گینه بیسائو، که می‌خواهد زندگی بهتری را در آلمان آغاز کند.
- جلا هازه در نقش میتزه، یک روسپی و عاشق فرانسیس، که راوی فیلم نیز هست.
- آلبرشت شوخ در نقش راینهولد، یک فروشنده جنایتکار مواد مخدر
- یواخیم کرول در نقش پومز
- آنابل ماندنگ در نقش اوا
- نیلز ورکویژن در نقش برتا
- ریچارد فوفیه جیملی در نقش اوتو
- تلما بوآبنگ در نقش امیرا
- فارس صالح در نقش مسعود
- لنا اشمیتکه در نقش الی

## بازخورد
در وبگاه جمع‌آوری نقد راتن تومیتوز، ٪۴۲ از ۱۹ بررسی منتقدان مثبت است و میانگینِ امتیاز آن ۶٫۷/۱۰ است. این فیلم در متاکریتیک که از میانگین وزنی استفاده می‌کند، بر اساس نظر ۵ منتقدین امتیاز ۴۳ از ۱۰۰ را کسب کرده که نشان‌گر «نقدهای مختلط یا متوسط» است.
جسیکا کیانگ برای ورایتی برخی از ایرادات را در این به‌روزرسانی از رمان کلاسیک بحران جنایی مردانه آلفرد دوبلین تشخیص داد: «این فیلم با اینکه با تصور مجدد شخصیت اصلی به‌عنوان یک مهاجر غیرقانونی آفریقایی، نوید بخش عمیقی از موضوعیت معاصر را می‌دهد، اما این احساس وجود دارد که هنرمندی موثق و اجراها—به ویژه از ولکت بونگوئی در نقش اصلی و جذاب—در نهایت به یک بسته دارای سبک خوب ولی محتوای کم محدود می‌شود [...] برای فیلمی که قرار است یک به‌روزرسانی معاصر باشد، احساس می‌شود که به‌طور عجیبی—به‌ویژه در شخصیت‌های زن بدشانس آن، که تقریباً همگی یا کارمندان جنسی هستند یا هم‌خواب‌های یک‌شبهٔ راینهولد—کهنه است».